# Draft NFL 2014
Il Draft NFL 2014 è tenuto dall'8 al 10 maggio 2014 al Radio City Music Hall di New York. Il draft, ufficialmente denominato "NFL Players Selection Meeting", per la prima volta non si è svolto a fine aprile per un conflitto di eventi al Radio City Music Hall.. Come primo assoluto, gli Houston Texans selezionarono Jadeveon Clowney, il primo difensore chiamato con la prima scelta dopo Mario Williams nel Draft 2006, da parte degli stessi Texans.

## Eleggibilità speciale
I seguenti giocatori di football universitario che hanno completato la scuola superiore da almeno tre anni hanno annunciato la loro intenzione di saltare l'ultimo anno di college e di dichiarare la propria eleggibilità per il Draft 2014:
- Davante Adams – WR, Fresno State[3]
- Jace Amaro – TE, Texas Tech[4]
- George Atkinson III - RB, Notre Dame[5]
- Dion Bailey – S, USC[6]
- Vic Beasley - DE, Clemson[7]
- Odell Beckham -WR, LSU[8]
- Kelvin Benjamin WR Florida State
- Kapri Bibbs – RB, Colorado State[9]
- Russell Bodine – C, North Carolina[10]
- Blake Bortles - QB, UCF[11]
- Chris Boyd – WR, Vanderbilt[12]
- Bashaud Breeland - S, Clemson[13]
- Teddy Bridgewater – QB, Louisville[14]
- Martavis Bryant - WR, Clemson[15]
- Ha Ha Clinton-Dix - S, Alabama[16]
- Jadeveon Clowney – DE, South Carolina[17]
- Brandon Coleman – WR, Rutgers[18]
- Brandin Cooks – WR, Oregon State[19]
- Damian Copeland – WR, Louisville[20]
- Scott Crichton – DE, Oregon State[21]
- Isaiah Crowell – RB, Alabama State[22]
- Jonathan Dowling – S, Western Kentucky[23]
- Kony Ealy – DE, Missouri[24]
- Dominique Easley – DE, Florida[25]
- Eric Ebron – TE, North Carolina[26]
- Bruce Ellington – WR, South Carolina[27]
- Mike Evans – WR, Texas A&M[28]
- Ego Ferguson – DT, LSU[29]
- Mike Flacco - TE, New Haven[30]
- Khairi Fortt – LB, California[31]

- Austin Franklin – WR, New Mexico State[32]
- Xavier Grimble - TE, USC[33]
- Vic Hampton – CB, South Carolina[34]
- Adrian Hubbard - DE, Alabama[35]
- Cyrus Kouandjio - OT, Alabama[16]
- A.C. Leonard – TE, Tennessee State[36]
- Kameron Jackson – CB, California[37]
- Timmy Jernigan - DT, Florida State[38]
- Anthony Johnson – DT, LSU[39]
- Storm Johnson - RB, UCF[40]
- Henry Josey - RB, Missouri[41]
- Jarvis Landry - WR, LSU[8]
- Cody Latimer - WR, Indiana[42]
- Demarcus Lawrence – DE, Boise State[43]
- Marqise Lee – WR, USC[44]
- Colt Lyerla – TE, Oregon[45]
- Aaron Lynch – DE, USF[46]
- Johnny Manziel - QB, Texas A&M[47]
- Marcus Martin – OG/C, USC[48]
- Tre Mason - RB, Auburn[49]
- Terrance Mitchell – CB, Oregon[50]
- Donte Moncrief - WR, Ole Miss[51]
- Adam Muema – RB, San Diego State[52]
- Jake Murphy – TE, Utah[53]
- Troy Niklas - TE, Notre Dame[54]
- Louis Nix III – DT, Notre Dame[55]
- Jeoffrey Pagan - DT, Alabama[35]
- Calvin Pryor – S, Louisville[56]
- Ronald Powell - DE, Florida[57]

- Loucheiz Purifoy – CB, Florida[58]
- Kelcy Quarles – DT, South Carolina[59]
- Darrin Reaves - RB, UAB[60]
- Antonio Richardson – OT, Tennessee[61]
- Paul Richardson – WR, Colorado[62]
- Marcus Roberson – CB, Florida[63]
- Allen Robinson – WR, Penn State[64]
- Greg Robinson - OT, Auburn[65]
- Bradley Roby – CB, Ohio State[66]
- Richard Rodgers – TE, California[67]
- Bishop Sankey – RB, Washington[68]
- Lache Seastrunk - RB, Baylor[69]
- Austin Seferian-Jenkins – TE, Washington [70]
- Ryan Shazier - LB, Ohio State[71]
- Yawin Smallwood – ILB, UConn[72]
- Brett Smith – QB, Wyoming[73]
- Jerome Smith – RB, Syracuse[74]
- Willie Snead - WR, Ball State[75]
- Josh Stewart - WR, Oklahoma State[76]
- Xavier Su'a-Filo – OG, UCLA[77]
- De'Anthony Thomas - WR, Oregon[78]
- Stephon Tuitt - DE, Notre Dame[79]
- George Uko – DT, USC[80]
- Sammy Watkins - WR, Clemson[81]
- Terrance West - RB, Towson[82]
- James Wilder Jr. - RB, Florida State[83]

## Le scelte
| C  | Centro            |    | CB               | Cornerback |                  | DB | Defensive back    |  | DE | Defensive end |
| DL | Defensive lineman | DT | Defensive tackle | FB         | Fullback         | FS | Free safety       |  |    |               |
| G  | Guardia           | HB | Halfback         | K          | Placekicker      | KR | Kick returner     |  |    |               |
| LB | Linebacker        | LS | Long snapper     | OT         | Offensive tackle | OL | Offensive lineman |  |    |               |
| NT | Nose tackle       | P  | Punter           | PR         | Punt returner    | QB | Quarterback       |  |    |               |
| RB | Running back      | S  | Safety           | SS         | Strong safety    | TB | Tailback          |  |    |               |
| TE | Tight end         | WR | Wide receiver    |            |                  |    |                   |  |    |               |

|  | = Pro Bowler |

### Primo giro
| Scelta | Franchigia           | Giocatore         | Posizione | Università        |
| ------ | -------------------- | ----------------- | --------- | ----------------- |
| 1      | Houston Texans       | Jadeveon Clowney  | DE        | South Carolina    |
| 2      | St. Louis Rams       | Greg Robinson     | OT        | Auburn            |
| 3      | Jacksonville Jaguars | Blake Bortles     | QB        | Central Florida   |
| 4      | Buffalo Bills        | Sammy Watkins     | WR        | Clemson           |
| 5      | Oakland Raiders      | Khalil Mack       | LB        | Buffalo           |
| 6      | Atlanta Falcons      | Jake Matthews     | OT        | Texas A&M         |
| 7      | Tampa Bay Buccaneers | Mike Evans        | WR        | Texas A&M         |
| 8      | Cleveland Browns     | Justin Gilbert    | CB        | Oklahoma State    |
| 9      | Minnesota Vikings    | Anthony Barr      | LB        | UCLA              |
| 10     | Detroit Lions        | Eric Ebron        | TE        | North Carolina    |
| 11     | Tennessee Titans     | Taylor Lewan      | OT        | Michigan          |
| 12     | New York Giants      | Odell Beckham Jr. | WR        | LSU               |
| 13     | St. Louis Rams       | Aaron Donald      | DT        | Pittsburgh        |
| 14     | Chicago Bears        | Kyle Fuller       | CB        | Virginia Tech     |
| 15     | Pittsburgh Steelers  | Ryan Shazier      | LB        | Ohio State        |
| 16     | Dallas Cowboys       | Zack Martin       | OT        | Notre Dame        |
| 17     | Baltimore Ravens     | C.J. Mosley       | LB        | Alabama           |
| 18     | New York Jets        | Calvin Pryor      | FS        | Louisville        |
| 19     | Miami Dolphins       | Ja'Wuan James     | OT        | Tennessee         |
| 20     | New Orleans Saints   | Brandin Cooks     | WR        | Oregon State      |
| 21     | Green Bay Packers    | Ha Ha Clinton-Dix | S         | Alabama           |
| 22     | Cleveland Browns     | Johnny Manziel    | QB        | Texas A&M         |
| 23     | Kansas City Chiefs   | Dee Ford          | DE        | Auburn            |
| 24     | Cincinnati Bengals   | Darqueze Dennard  | CB        | Michigan State    |
| 25     | San Diego Chargers   | Jason Verrett     | CB        | TCU               |
| 26     | Philadelphia Eagles  | Marcus Smith      | LB        | Louisville        |
| 27     | Arizona Cardinals    | Deone Bucannon    | S         | Washington State  |
| 28     | Carolina Panthers    | Kelvin Benjamin   | WR        | Florida State     |
| 29     | New England Patriots | Dominique Easley  | DE        | Florida           |
| 30     | San Francisco 49ers  | Jimmie Ward       | S         | Northern Illinois |
| 31     | Denver Broncos       | Bradley Roby      | CB        | Ohio State        |
| 32     | Minnesota Vikings    | Teddy Bridgewater | QB        | Louisville        |

### Secondo giro
| Scelta | Franchigia           | Giocatore               | Posizione | Università       |
| ------ | -------------------- | ----------------------- | --------- | ---------------- |
| 33     | Houston Texans       | Xavier Su'a-Filo        | OL        | UCLA             |
| 34     | Dallas Cowboys       | DeMarcus Lawrence       | DE        | Boise State      |
| 35     | Cleveland Browns     | Joel Bitonio            | OT        | Nevada - Reno    |
| 36     | Oakland Raiders      | Derek Carr              | QB        | Fresno State     |
| 37     | Atlanta Falcons      | Ra'Shede Hageman        | DT        | Minnesota        |
| 38     | Tampa Bay Buccaneers | Austin Seferian-Jenkins | TE        | Washington       |
| 39     | Jacksonville Jaguars | Marqise Lee             | WR        | USC              |
| 40     | Detroit Lions        | Kyle Van Noy            | LB        | BYU              |
| 41     | St. Louis Rams       | Lamarcus Joyner         | S         | Florida State    |
| 42     | Philadelphia Eagles  | Jordan Matthews         | WR        | Vanderbilt       |
| 43     | New York Giants      | Weston Richburg         | C         | Colorado State   |
| 44     | Buffalo Bills        | Cyrus Kouandjio         | T         | Alabama          |
| 45     | Seattle Seahawks     | Paul Richardson         | WR        | Colorado         |
| 46     | Pittsburgh Steelers  | Stephon Tuitt           | DE        | Notre Dame       |
| 47     | Washington Redskins  | Trent Murphy            | LB        | Stanford         |
| 48     | Baltimore Ravens     | Timmy Jernigan          | DT        | Florida State    |
| 49     | New York Jets        | Jace Amaro              | TE        | Texas Tech       |
| 50     | San Diego Chargers   | Jeremiah Attaochu       | OLB       | Georgia Tech     |
| 51     | Chicago Bears        | Ego Ferguson            | DT        | LSU              |
| 52     | Arizona Cardinals    | Troy Niklas             | TE        | Notre Dame       |
| 53     | Green Bay Packers    | Davante Adams           | WR        | Fresno State     |
| 54     | Tennessee Titans     | Bishop Sankey           | RB        | Washington       |
| 55     | Cincinnati Bengals   | Jeremy Hill             | RB        | LSU              |
| 56     | Denver Broncos       | Cody Latimer            | WR        | Indiana          |
| 57     | San Francisco 49ers  | Carlos Hyde             | RB        | Ohio State       |
| 58     | New Orleans Saints   | Stanley Jean-Baptiste   | CB        | Nebraska         |
| 59     | Indianapolis Colts   | Jack Mewhort            | OT        | Ohio State       |
| 60     | Carolina Panthers    | Kony Ealy               | DE        | Missouri         |
| 61     | Jacksonville Jaguars | Allen Robinson          | WR        | Penn State       |
| 62     | New England Patriots | Jimmy Garoppolo         | QB        | Eastern Illinois |
| 63     | Miami Dolphins       | Jarvis Landry           | WR        | LSU              |
| 64     | Seattle Seahawks     | Justin Britt            | OT        | Missouri         |

### Terzo giro
| Scelta | Franchigia           | Giocatore         | Posizione | Università         |
| ------ | -------------------- | ----------------- | --------- | ------------------ |
| 65     | Houston Texans       | C.J. Fiedorowicz  | TE        | Iowa               |
| 66     | Washington Redskins  | Morgan Moses      | OT        | Virginia           |
| 67     | Miami Dolphins       | Billy Turner      | OT        | North Dakota State |
| 68     | Atlanta Falcons      | Dezmen Southward  | S         | Wisconsin          |
| 69     | Tampa Bay Buccaneers | Charles Sims      | RB        | West Virginia      |
| 70     | San Francisco 49ers  | Marcus Martin     | C         | USC                |
| 71     | Cleveland Browns     | Christian Kirksey | LB        | Iowa               |
| 72     | Minnesota Vikings    | Scott Crichton    | DE        | Oregon State       |
| 73     | Buffalo Bills        | Preston Brown     | LB        | Louisville         |
| 74     | New York Giants      | Jay Bromley       | DT        | Syracuse           |
| 75     | St. Louis Rams       | Tre Mason         | RB        | Auburn             |
| 76     | Detroit Lions        | Travis Swanson    | C         | Arkansas           |
| 77     | San Francisco 49ers  | Chris Borland     | LB        | Wisconsin          |
| 78     | Washington Redskins  | Spencer Long      | G         | Nebraska           |
| 79     | Baltimore Ravens     | Terrence Brooks   | S         | Florida State      |
| 80     | New York Jets        | Dexter McDougle   | CB        | Maryland           |
| 81     | Oakland Raiders      | Gabe Jackson      | G         | Mississippi State  |
| 82     | Chicago Bears        | Will Sutton       | DT        | Arizona State      |
| 83     | Houston Texans       | Louis Nix III     | DT        | Notre Dame         |
| 84     | Arizona Cardinals    | Kareem Martin     | DE        | North Carolina     |
| 85     | Green Bay Packers    | Khyri Thornton    | DT        | Southern Miss      |
| 86     | Philadelphia Eagles  | Josh Huff         | WR        | Oregon             |
| 87     | Kansas City Chiefs   | Phillip Gaines    | CB        | Rice               |
| 88     | Cincinnati Bengals   | Will Clarke       | DE        | West Virginia      |
| 89     | San Diego Chargers   | Chris Watt        | G         | Notre Dame         |
| 90     | Indianapolis Colts   | Donte Moncrief    | WR        | Ole Miss           |
| 91     | Arizona Cardinals    | John Brown        | WR        | Pittsburgh State   |
| 92     | Carolina Panthers    | Trai Turner       | G         | LSU                |
| 93     | Jacksonville Jaguars | Brandon Linder    | G         | Miami              |
| 94     | Cleveland Browns     | Terrance West     | RB        | Towson             |
| 95     | Denver Broncos       | Michael Schofield | OT        | Michigan           |
| 96     | Minnesota Vikings    | Jerick McKinnon   | RB        | Georgia Southern   |
| 97     | Pittsburgh Steelers  | Dri Archer        | RB        | Kent State         |
| 98     | Green Bay Packers    | Richard Rodgers   | TE        | California         |
| 99     | Baltimore Ravens     | Crockett Gillmore | TE        | Colorado State     |
| 100    | San Francisco 49ers  | Brandon Thomas    | G         | Clemson            |

### Quarto giro
| Scelta | Franchigia           | Giocatore          | Posizione | Università       |
| ------ | -------------------- | ------------------ | --------- | ---------------- |
| 101    | Philadelphia Eagles  | Jaylen Watkins     | CB        | Florida          |
| 102    | Washington Redskins  | Bashaud Breeland   | CB        | Clemson          |
| 103    | Atlanta Falcons      | Devonta Freeman    | RB        | Florida State    |
| 104    | New York Jets        | Jalen Saunders     | WR        | Oklahoma         |
| 105    | New England Patriots | Bryan Stork        | C         | Florida State    |
| 106    | San Francisco 49ers  | Bruce Ellington    | WR        | South Carolina   |
| 107    | Oakland Raiders      | Justin Ellis       | DT        | Louisiana Tech   |
| 108    | Seattle Seahawks     | Cassius Marsh      | DE        | UCLA             |
| 109    | Buffalo Bills        | Ross Cockrell      | CB        | Duke             |
| 110    | St. Louis Rams       | Maurice Alexander  | SS        | Utah State       |
| 111    | Cincinnati Bengals   | Russell Bodine     | C         | North Carolina   |
| 112    | Tennessee Titans     | DaQuan Jones       | DT        | Penn State       |
| 113    | New York Giants      | Andre Williams     | RB        | Boston College   |
| 114    | Jacksonville Jaguars | Aaron Colvin       | CB        | Oklahoma         |
| 115    | New York Jets        | Shaq Evans         | WR        | UCLA             |
| 116    | Oakland Raiders      | Keith McGill       | CB        | Utah             |
| 117    | Chicago Bears        | Ka'Deem Carey      | RB        | Arizona          |
| 118    | Pittsburgh Steelers  | Martavis Bryant    | WR        | Clemson          |
| 119    | Dallas Cowboys       | Anthony Hitchens   | OLB       | Iowa             |
| 120    | Arizona Cardinals    | Logan Thomas       | QB        | Virginia Tech    |
| 121    | Green Bay Packers    | Carl Bradford      | OLB       | Arizona State    |
| 122    | Tennessee Titans     | Marqueston Huff    | FS        | Wyoming          |
| 123    | Seattle Seahawks     | Kevin Norwood      | WR        | Alabama          |
| 124    | Kansas City Chiefs   | De'Anthony Thomas  | RB        | Oregon           |
| 125    | Miami Dolphins       | Walt Aikens        | CB        | Liberty          |
| 126    | New Orleans Saints   | Khairi Fortt       | LB        | California       |
| 127    | Cleveland Browns     | Pierre Desir       | CB        | Lindenwood       |
| 128    | Carolina Panthers    | Tre Boston         | S         | North Carolina   |
| 129    | San Francisco 49ers  | Dontae Johnson     | CB        | NC State         |
| 130    | New England Patriots | James White        | RB        | Wisconsin        |
| 131    | Chicago Bears        | Brock Vereen       | FS        | Minnesota        |
| 132    | Seattle Seahawks     | Kevin Pierre-Louis | OLB       | Boston College   |
| 133    | Detroit Lions        | Nevin Lawson       | CB        | Utah State       |
| 134    | Baltimore Ravens     | Brent Urban        | DT        | Virginia         |
| 135    | Houston Texans       | Tom Savage         | QB        | Pittsburgh       |
| 136    | Detroit Lions        | Larry Webster      | DE        | Bloomsburg       |
| 137    | New York Jets        | Dakota Dozier      | OT        | Furman           |
| 138    | Baltimore Ravens     | Lorenzo Taliaferro | RB        | Coastal Carolina |
| 139    | Atlanta Falcons      | Prince Shembo      | OLB       | Notre Dame       |
| 140    | New England Patriots | Cameron Fleming    | OT        | Stanford         |

### Quinto giro
| Scelta | Franchigia           | Giocatore            | Posizione | Università             |
| ------ | -------------------- | -------------------- | --------- | ---------------------- |
| 141    | Philadelphia Eagles  | Taylor Hart          | DE        | Oregon                 |
| 142    | Washington Redskins  | Ryan Grant           | WR        | Tulane                 |
| 143    | Tampa Bay Buccaneers | Kadeem Edwards       | OG        | Tennessee State        |
| 144    | Jacksonville Jaguars | Telvin Smith         | ILB       | Florida                |
| 145    | Minnesota Vikings    | David Yankey         | OG        | Stanford               |
| 146    | Dallas Cowboys       | Devin Street         | WR        | Pittsburgh             |
| 147    | Atlanta Falcons      | Ricardo Allen        | CB        | Purdue                 |
| 148    | Carolina Panthers    | Bené Benwikere       | CB        | St. José State         |
| 149    | Tampa Bay Buccaneers | Kevin Pamphile       | OT        | Purdue                 |
| 150    | San Francisco 49ers  | Aaron Lynch          | DE        | South Florida          |
| 151    | Tennessee Titans     | Avery Williamson     | ILB       | Kentucky               |
| 152    | New York Jets        | Nat Berhe            | SS        | San Diego State        |
| 153    | Buffalo Bills        | Cyril Richardson     | OG        | Baylor                 |
| 154    | New York Jets        | Jeremiah George      | ILB       | Iowa State             |
| 155    | Miami Dolphins       | Arthur Lynch         | TE        | Georgia                |
| 156    | Denver Broncos       | Lamin Barrow         | OLB       | LSU                    |
| 157    | Pittsburgh Steelers  | Shaquille Richardson | CB        | Arizona                |
| 158    | Detroit Lions        | Caraun Reid          | DT        | Princeton              |
| 159    | Jacksonville Jaguars | Chris Smith          | DE        | Arkansas               |
| 160    | Arizona Cardinals    | Ed Stinson           | DE        | Alabama                |
| 161    | Green Bay Packers    | Corey Linsley        | C         | Ohio State             |
| 162    | Philadelphia Eagles  | Ed Reynolds          | FS        | Stanford               |
| 163    | Kansas City Chiefs   | Aaron Murray         | QB        | Georgia                |
| 164    | Cincinnati Bengals   | A.J. McCarron        | QB        | Alabama                |
| 165    | San Diego Chargers   | Ryan Carrethers      | NT        | Arkansas State         |
| 166    | Indianapolis Colts   | Jonathan Newsome     | DE        | Ball State             |
| 167    | New Orleans Saints   | Vinnie Sunseri       | SS        | Alabama                |
| 168    | Atlanta Falcons      | Marquis Spruill      | ILB       | Syracuse               |
| 169    | New Orleans Saints   | Ronald Powell        | OLB       | Florida                |
| 170    | San Francisco 49ers  | Keith Reaser         | CB        | Florida Atlantic       |
| 171    | Miami Dolphins       | Jordan Tripp         | OLB       | Montana                |
| 172    | Seattle Seahawks     | Jimmy Staten         | DT        | Middle Tennessee State |
| 173    | Pittsburgh Steelers  | Wesley Johnson       | OT        | Vanderbilt             |
| 174    | New York Giants      | Devon Kennard        | OLB       | USC                    |
| 175    | Baltimore Ravens     | John Urschel         | OG        | Penn State             |
| 176    | Green Bay Packers    | Jared Abbrederis     | WR        | Wisconsin              |

### Sesto giro
| Scelta | Franchigia           | Giocatore               | Posizione | Università               |
| ------ | -------------------- | ----------------------- | --------- | ------------------------ |
| 177    | Houston Texans       | Jeoffrey Pagan          | DE        | Alabama                  |
| 178    | Tennessee Titans     | Zach Mettenberger       | QB        | LSU                      |
| 179    | New England Patriots | Jon Halapio             | G         | Florida                  |
| 180    | San Francisco 49ers  | Kenneth Acker           | CB        | SMU                      |
| 181    | Houston Texans       | Alfred Blue             | RB        | LSU                      |
| 182    | Minnesota Vikings    | Antone Exum             | CB        | Virginia Tech            |
| 183    | Chicago Bears        | David Fales             | QB        | San José State           |
| 184    | Minnesota Vikings    | Kendall James           | CB        | Maine                    |
| 185    | Tampa Bay Buccaneers | Robert Herron           | WR        | Wyoming                  |
| 186    | Washington Redskins  | Lache Seastrunk         | RB        | Baylor                   |
| 187    | New York Giants      | Bennett Jackson         | CB        | Notre Dame               |
| 188    | St. Louis Rams       | E.J. Gaines             | CB        | Missouri                 |
| 189    | Detroit Lions        | T.J. Jones              | WR        | Notre Dame               |
| 190    | Miami Dolphins       | Matt Hazel              | WR        | Coastal Carolina         |
| 191    | Chicago Bears        | Pat O'Donnell           | P         | Miami                    |
| 192    | Pittsburgh Steelers  | Jordan Zumwalt          | OLB       | UCLA                     |
| 193    | Kansas City Chiefs   | Zach Fulton             | G         | Tennessee                |
| 194    | Baltimore Ravens     | Keith Wenning           | QB        | Ball State               |
| 195    | New York Jets        | Brandon Dixon           | CB        | Northwest Missouri State |
| 196    | Arizona Cardinals    | Walt Powell             | WR        | Murray State             |
| 197    | Green Bay Packers    | Demetri Goodson         | CB        | Baylor                   |
| 198    | New England Patriots | Zach Moore              | DE        | Concordia (St. Paul)     |
| 199    | Seattle Seahawks     | Garrett Scott           | OT        | Marshall                 |
| 200    | Kansas City Chiefs   | Laurent Duvernay-Tardif | OT        | McGill                   |
| 201    | San Diego Chargers   | Marion Grice            | RB        | Arizona State            |
| 202    | New Orleans Saints   | Tavon Rooks             | OT        | Kansas State             |
| 203    | Indianapolis Colts   | Andrew Jackson          | LB        | Western Kentucky         |
| 204    | Carolina Panthers    | Tyler Gaffney           | RB        | Stanford                 |
| 205    | Jacksonville Jaguars | Luke Bowanko            | C         | Virginia                 |
| 206    | New England Patriots | Jemea Thomas            | S         | Georgia Tech             |
| 207    | Denver Broncos       | Matt Paradis            | S         | Georgia Tech             |
| 208    | Seattle Seahawks     | Eric Pinkins            | SS        | San Diego State          |
| 209    | New York Jets        | Quincy Enunwa           | WR        | Nebrsska                 |
| 210    | New York Jets        | Ik Enemkpali            | DE        | Louisiana Tech           |
| 211    | Houston Texans       | Jay Prosch              | FB        | Auburn                   |
| 212    | Cincinnati Bengals   | Marquis Flowers         | LB        | Arizona                  |
| 213    | New York Jets        | Tajh Boyd               | QB        | Clemson                  |
| 214    | St. Louis Rams       | Garrett Gilbert         | QB        | SMU                      |
| 215    | Pittsburgh Steelers  | Daniel McCullers        | DT        | Tennessee                |

### Settimo giro
| Scelta | Franchigia           | Giocatore          | Posizione | Università           |
| ------ | -------------------- | ------------------ | --------- | -------------------- |
| 216    | Houston Texans       | Andre Hal          | CB        | Vanderbilt           |
| 217    | Washington Redskins  | Ted Bolser         | TE        | Indiana              |
| 218    | Baltimore Ravens     | Michael Campanaro  | WR        | Wake Forest          |
| 219    | Oakland Raiders      | T.J. Carrie        | CB        | Ohio                 |
| 220    | Minnesota Vikings    | Shamar Stephen     | DT        | Connecticut          |
| 221    | Buffalo Bills        | Randell Johnson    | LB        | Florida Atlantic     |
| 222    | Jacksonville Jaguars | Storm Johnson      | RB        | UCF                  |
| 223    | Minnesota Vikings    | Brandon Watts      | LB        | Georgia Tech         |
| 224    | Philadelphia Eagles  | Beau Allen         | DT        | Wisconsin            |
| 225    | Minnesota Vikings    | Jabari Prince      | CB        | North Carolina       |
| 226    | St. Louis Rams       | Mitchell Van Dyk   | OT        | Portland State       |
| 227    | Seattle Seahawks     | Kiero Small        | RB        | Arkansas             |
| 228    | Washington Redskins  | Zach Hocker        | K         | Arkansas             |
| 229    | Detroit Lions        | Nate Freese        | K         | Boston College       |
| 230    | Pittsburgh Steelers  | Rob Blanchflower   | TE        | Massachusetts        |
| 231    | Dallas Cowboys       | Ben Gardner        | DE        | Stanford             |
| 232    | Indianapolis Colts   | John Ulrick        | OT        | Georgia State        |
| 233    | New York Jets        | Trevor Reilly      | LB        | Utah                 |
| 234    | Miami Dolphins       | Terrence Fede      | DE        | Marist               |
| 235    | Oakland Raiders      | Shelby Harris      | DE        | Illinois State       |
| 236    | Green Bay Packers    | Jeff Janis         | WR        | Saginaw Valley State |
| 237    | Buffalo Bills        | Seantrel Henderson | OT        | Miami                |
| 238    | Dallas Cowboys       | Will Smith         | LB        | Texas Tech           |
| 239    | Cincinnati Bengals   | James Wright       | WR        | LSU                  |
| 240    | San Diego Chargers   | Tevin Reese        | WR        | Baylor               |
| 241    | St. Louis Rams       | C.B. Bryant        | FS        | Ohio State           |
| 242    | Denver Broncos       | Corey Nelson       | LB        | Oklahoma             |
| 243    | San Francisco 49ers  | Kaleb Ramsey       | DT        | Boston College       |
| 244    | New England Patriots | Jeremy Gallon      | WR        | Michigan             |
| 245    | San Francisco 49ers  | Trey Millard       | FB        | Oklahoma             |
| 246    | Chicago Bears        | Charles Leno       | OT        | Boise State          |
| 247    | Oakland Raiders      | Jonathan Dowling   | SS        | Western Kentucky     |
| 248    | Dallas Cowboys       | Ahmad Dixon        | SS        | Baylor               |
| 249    | St. Louis Rams       | Michael Sam        | DE        | Missouri             |
| 250    | St. Louis Rams       | Demetrius Rhaney   | C         | Tennessee State      |
| 251    | Dallas Cowboys       | Ken Bishop         | DT        | Northern Illinois    |
| 252    | Cincinnati Bengals   | Lavelle Westbrooks | CB        | Georgia Southern     |
| 253    | Atlanta Falcons      | Yawin Smallwood    | LB        | Connecticut          |
| 254    | Dallas Cowboys       | Terrance Mitchell  | CB        | Oregon               |
| 255    | Atlanta Falcons      | Tyler Starr        | LB        | South Dakota         |
| 256    | Houston Texans       | Lonnie Ballentine  | FS        | Memphis              |